# Frieder Schlaich
Frieder Schlaich (* 17. November 1961 in Stuttgart) ist ein deutscher Filmproduzent, Filmregisseur und Drehbuchautor.

## Leben
Frieder Schlaich studierte visuelle Kommunikation an der Hochschule für bildende Künste Hamburg. Sein erster Spielfilm Paul Bowles – Halbmond, der auf drei Kurzgeschichten des Autors Paul Bowles beruht, erhielt zahlreiche Preise.
Unter dem Namen „Filmgalerie 451“ betreibt er zusammen mit Irene von Alberti seit 1992 eine Videothek, ein Video-Label, einen Filmverleih und eine Filmproduktion, zuerst in Stuttgart, dann in Berlin.
Sein besonderes Interesse gilt erklärtermaßen der arabischen Welt, wo er an einigen Projekten, wie Videoworkshops mit Jugendlichen in Jenin und Algier teilnahm.

## Filmografie
- 1985: Ténéré (Kurzfilm; Buch, Regisseur, Produzent)
- 1993: Am Strand von Merkala (Kurzfilm; Buch, Regisseur, Produzent)
- 1995: Paul Bowles – Halbmond (Buch, Regisseur, Produzent)
- 1997: Das Kino des Roland Klick (Interviewfilm mit Roland Klick; Regisseur)
- 1999: Otomo (Buch und Regisseur)
- 2001: Die schöne Fremde (Segment von 99euro-films; Regisseur)
- 2002: Goff in der Wüste (Regie: Heinz Emigholz; Produzent)
- 2003: Freakstars 3000 (Regie: Christoph Schlingensief; Produzent)
- 2004: Christoph Schlingensief und seine Filme (Interviewfilm; Regisseur)
- 2005: D’Annunzios Höhle (Regie: Heinz Emigholz; Produzent)
- 2005: Stadt als Beute / Berlin Stories (Regie: Irene von Alberti, Miriam Dehne, Esther Gronenborn; Produzent)
- 2006: Girls from Jenin (Dokumentarfilm; Regisseur)
- 2006: Making of – Kamikaze (Regie: Nouri Bouzid; Koproduzent)
- 2006–2012: The African Twintowers (Regie: Christoph Schlingensief; Produzent)
- 2008: Tangerine (Regie: Irene von Alberti; Produzent)
- 2008: Diese Nacht / Nuit de chien (Regie: Werner Schroeter; Koproduzent)
- 2009: The Invisible Frame (Regie: Cynthia Beatt; Produzent)
- 2011: Mondo Lux – Die Bilderwelten des Werner Schroeter (Regie: Elfi Mikesch; Produzent)
- 2012: Continuity
- 2012: Say Goodbye to the Story (ATT 1/11) (Regie: Christoph Schlingensief, Produzent)
- 2012: Parabeton – Pier Luigi Nervi und römischer Beton (Regie: Heinz Emigholz, Produzent)
- 2012: Weil ich schöner bin (Regisseur, Produzent)
- 2013: Roland Klick – The Heart is a Hungry Hunter (Regie: Sandra Prechtel; Produzent)
- 2013: The Airstrip (Regie: Heinz Emigholz; Produzent)
- 2014: Three Stones for Jean Genet (Kurzfilm mit Patti Smith; Regisseur, Produzent)
- 2017: Der lange Sommer der Theorie (Regie: Irene von Alberti; Produzent)
- 2017: Der Hauptmann (Regie: Robert Schwentke, Produzent)
- 2020: Schlingensief – In das Schweigen hineinschreien (Regie: Bettina Böhler, Produktion)
- 2023: Seneca – Oder: Über die Geburt von Erdbeben (Seneca, Regie: Robert Schwentke)
- 2023: Geschlechterkampf – Das Ende des Patriarchats (Essayfilm, Regie: Sobo Swobodnik, Produktion)
- 2024: Die geschützten Männer (Regie: Irene von Alberti; Produzent)

## Theater
- 1988: Auge, Auge, Komma, Strich (Regie: Wilfried Minks) Filme
- 1994: Festung (Regie: Wilfried Minks) Film und Video
- 1998: Kleine Engel von Marco Baliani, Theaterhaus Stuttgart, Regisseur
- 1998: The Making of B-Movie von Albert Ostermaier (Regie Wilfried Minks; Video)
- 2002: Nacht über Kopf von Xavier Durringer, Theaterhaus Stuttgart, Regisseur

## Preise
- Für Paul Bowles – Halbmond
  - Spielfilmpreis der deutschen Filmkritik, 1995[2]
  - La Baule/Festival of European Cinema 1995: „Grand Prix Europe“ & „Grand Prix des Jeunes Comédiens“
  - „Deutscher Kamerapreis 1995“ für Volker Tittel
- Für Otomo:
  - Bergamo 2000: Golden Rosa Camuna[2]
  - Vancouver 2000: Diversity in Spirit Award[2]
  - Valennciennes 2000: Schauspielerpreis für Eva Mattes
- Für Weil ich schöner bin:
  - Stockholm Filmfestival Junior 2013: „Bronze Horse for Best Film“
  - Chicago Int. Children’s Film Festival 2013: „Adult Jury second prize CICFF 2013“
  - First Moscow Int. Film Festival for the Young Audience 2014: „Jury Special Mention in Feature Films Competition“
- 2009: Filmkulturpreis Mannheim-Heidelberg für die Filmgalerie 451 für ihre hervorragende Programmarbeit auf dem Internationalen Filmfestival Mannheim-Heidelberg